# Риківська волость
Риківська волость — історична адміністративно-територіальна одиниця Новгород-Сіверського повіту Чернігівської губернії з центром у селі Риков.
Станом на 1885 рік складалася з 24 поселень, 29 сільських громад. Населення — 8281 особа (4143 чоловічої статі та 4138 — жіночої), 1483 дворових господарства.
|                     | Площа, десятин | У тому числі орної, дес. |
| ------------------- | -------------- | ------------------------ |
| Сільських громад    | 11449          | 4873                     |
| Приватної власності | 7003           | 4780                     |
| Казенної власності  | 413            | —                        |
| Іншої власності     | 696            | 284                      |
| Загалом             | 19561          | 13537                    |

Найбільші поселення волості на 1885 рік:
- Риков — колишнє державне й власницьке село за 15 верст від повітового міста, 933 особи, 175 дворів, православна церква, 2 постоялих двори, постоялий будинок, 3 вітряних млини, 2 крупорушки. За 9 і 15 верст — поташні заводи.
- Багринівка — колишнє державне й власницьке село при річці Малотеча, 494 особи, 90 дворів, православна церква, 4 вітряних млини.
- Горбове — колишнє державне село при річці Десна, 647 осіб, 117 дворів, православна церква, школа, постоялий двір, 2 постоялих будинки.
- Гірки — колишнє державне село при річці Десна, 615 осіб, 139 дворів, православна церква, постоялий будинок, 2 крупорушки.
- Дігтярівка — колишнє державне село при струмкові, 934 особи, 170 дворів, православна церква, школа, 2 постоялих двори, постоялий будинок, вітряний млин, крупорушки, 2 поташних заводи, щорічний ярмарок.
- Комань — колишнє державне й власницьке село при річках Десна й Команка, 494 особи, 91 двір, православна церква, постоялий будинок, 5 вітряних млинів.
- Кудлаївка — колишнє державне село при річці Десна, 766 осіб, 135 дворів, православна церква, 2 водяних млини, крупорушка.
- Стахорщина — колишнє державне й власницьке село при річці Малотеча, 542 особи, 114 дворів, православна церква, поштова станція, постоялий двір, постоялий будинок, вітряний млин.
- Форостовичі — колишнє державне й власницьке село, 967 осіб, 195 дворів, православна церква, постоялий будинок, 8 вітряних млинів.
- Чулатів — колишнє державне й власницьке село при річках Десна й Команка, 339 осіб, 73 двори, православна церква, вітряний млин.

1899 року у волості налічувалось 26 сільських громад, населення зросло до 11 773 особи (6004 чоловічої статі та 5769 — жіночої).